# Aebinga van Humalda

Familiewapen van Aebinga van Humalda

De familie Aebinga van Humalda behoorde tot de oude adel van Friesland. De stamvader is Andlef Abbengha, vermeld 1438, eigenaar van Abbengha state te Blija (Ferwerderadeel). De volgende generaties droegen de namen Abbema, Abingen, Humalda, van Humalda en Aebinga van Humalda.

## Nederlandse adel
Een lid van de familie werd bij S.B. van 28 augustus 1814 erkend als edele van Friesland waardoor hij ging behoren tot de Nederlandse adel met het predicaat van jonkheer. Dit betrof mr. Idzerd Aebinga van Humalda (1754-1834). Hij werd in 1825 bij KB benoemd in de ridderschap van Friesland. Met hem stierf de familie uit in 1834.

## Enkele leden
- Siuck (van) Humalda (†voor december 1586), grietman van Oostdongeradeel (1582-1585)
- Binnert Philip Aebinga van Humalda (1709-1791), grietman van Ferwerderadeel, Tietjerksteradeel -1767 en Hennaarderadeel 1767-†1791
- Jhr. mr. Idzerd Aebinga van Humalda (1754-1834), gouverneur van Friesland 1814-1826, Staatsraad i.b.d. 1826-†1834